# Mother Nature’s Son
A Mother Nature’s Son az angol rockegyüttes, a The Beatles dala az 1968-as azonos címet viselő (más néven Fehér Album) dupla nagylemezről. A dalt Paul McCartney írta, és Lennon–McCartney szerzeményként jelölték meg. Ezt a dalt  Maharisi Mahes jógi egyik előadása ihlette, miközben az együttes Indiában tartózkodott. Ugyanez az előadás ihlette John Lennon Child of Nature című dalát is, amelynek dallamát később a Jealous Guy-hoz is felhasználta. Bár a dalt az együtteshez köthető, McCartney egyedül dolgozott a felvétele során (George Martin rézfúvós hangszerelésének társaságában), miközben a többiek az album más dalain dolgoztak.
Paul McCartney elmondása szerint Nat King Cole Nature Boy című dala volt a műre nagy hatással, amit felnőtt korában hallott. A dalt Liverpoolban írta, amikor meglátogatta édesapját.

## Rögzítése
McCartney a White Album üléseit megzavaró feszült pillanatban vette fel a dalt. 1968. augusztus 9-én, 25 felvételt alkalmával rögzítette az éneket, valamint az akusztikus gitár dallamot. A 24. felvételt tartották a legjobbnak (a 2. felvétel később jelent meg az Anthology 3 válogatásalbumon). McCartney augusztus 20-án, amikor George Martin zenekari hangszerelését is felvette ő még ütsdob, másik gitár, egy könyvre csapkodó ujjak és dobok utókeveréseit rögzítette. A dobokat egy szőnyegtelen folyosó felénél helyezték el, a mikrofonokkal a túlsó végén, ami bongószerű szagatott hangzást eredményezett. Lennon nem vett részt a munkálatokon, de McCartney elmondta, hogy ő is hozzájárult néhány szóval a dalszöveghez még Indiában. Amikor Lennon (aki utálta a McCartney különálló rögzítéseit) és Ringo Starr bementek a stúdióba (miután McCartney végzett a felvételekkel), akkor ott „ölni tudott volna a szemével” – emlékezett vissza Ken Scott hangmérnök.

## Közreműködött
Ian MacDonald szerint:
- Paul McCartney – duplázott ének, akusztikus gitárok, üstdob, basszus dob, könyvcsapkodás
- Ismeretlen – 2 trombita, 2 harsona

## Feldolgozások
- Jack White saját feldolgozását a Fehér Házban adta elő 2010. június 2-án, amikor McCartney-nek átadták a Gershwin-díjat.
- Ramsey Lewis változata az 1968-as (a dalhoz hasonló címet viselő) albumán található meg további Beatles-dallal együtt.
- Harry Nilsson saját változata az 1969-es Harry albumán szerepel.
- John Denver feldolgozása két albumán is szerepel: a Grammy-díjas An Evening with John Denver albumán, valamint az 1972-es Rocky Mountain High albumán. Halála után megjelent önéletrajzi könyve is ugyanezt a címet viseli.
- Sheryl Crow verziója a Nevem Sam filmben hangzik el, valamint szerepel annak filmzenei albumán is.
- A Phish feldolgozása az 1994. október 31-én megjelent Live Phish Volume 13 albumán szerepel a Fehér Album más dalai mellett.[9]

## Fordítás
Ez a szócikk részben vagy egészben  a   Mother Nature's Son című angol Wikipédia-szócikk fordításán alapul.  Az eredeti cikk szerkesztőit annak laptörténete sorolja fel. Ez a jelzés csupán a megfogalmazás eredetét és a szerzői jogokat jelzi, nem szolgál a cikkben szereplő információk forrásmegjelöléseként.

### Angol nyelvű
Carlin, Peter: Paul McCartney: A Life. 2009. ISBN 978-1-4165-6209-2
Sheff, David: All We Are Saying: The Last Major Interview with John Lennon and Yoko Ono. New York: St. Martin's Press, 2000. ISBN 0-312-25464-4

### Magyar nyelvű
- Bánosi György – Tihanyi Ernő: Beatles zenei kalauz. Az együttzenélés és a szólóévek. 1958–1999. Budapest: Anno Kiadó, 1999. ISBN 963-853-895-3
- Barry Miles: Paul McCartney; ford. Lénárt Levente; Cartaphilus, Budapest, 2009 (Legendák élve vagy halva) ISBN 978-963-2660-96-7
- Ian MacDonald: A fejek forradalma. A Beatles és a hatvanas évek. (ford. Révbíró Tibor) Budapest: Helikon Kiadó, 2015. ISBN 978-963-227-468-3
- Marsi József: Beatles Kódex – A Beatles együttes teljes életművének enciklopédiája. (bővített kiadás) Budapest: Könyvműhely, 2022. ISBN 978-615-01-5036-9

## Külső hivatkozás
Allan W. Pollack megjegyzései a Mother Nature's Son dalhoz